# Ganesh Patro
Ganesh Patro (ur. 22 czerwca 1945 w Parvathipuram, zm. 5 stycznia 2015 w Ćennaj) – indyjski scenarzysta, pisarz i dramaturg.
Swoją karierę rozpoczął w 1965. Napisał scenariusze do wielu produkcji filmowych m.in. Maro Charithra, Mayuri i Rudraveena. Współpracował z Tollywood. 

## Wybrana filmografia
- 1976: Athavarillu
- 1978: Maro Charitra
- 1979: Idi Kathakaadu
- 1979: Guppedu Manasu
- 1984: Manishiko Charithra
- 1984: Mayuri
- 1985: Preminchu Pelladu
- 1985: Maa Pallelo Gopaludu
- 1986: Naache Mayuri
- 1988: Rudraveena
- 1991: Seetharamaiah Gari Manavaralu
- 1991: Nirnayam
- 2013: Rodzina z wartościami (Seethamma Vakitlo Sirimalle Chettu)